# Nikolai Suleimanov
Nikolai Suleimanov (în rusă Николай Сулейманов; n. 6 octombrie 1955, RSS Kazahă, URSS – d. decembrie 1994, Moscova, Rusia), supranumit „Khoza” și „Ruslan”, a fost unul dintre liderii organizației Obșina (principala grupare a Mafiei cecene⁠(d) din Rusia), care a acționat la Moscova începând din anii 1980. El a fost, de asemenea, șeful clanului Suleimanov.

## Biografie
Suleimanov, care s-a născut în anul 1955 în Kazahstan, a venit la Moscova la începutul anilor 1980 și i-a ajutat pe Hoj-Ahmet Nuhaev⁠(d) și Movladi Atlangheriev să înființeze bandele cecene de acolo. Banda lui Suleimanov controla în anul 1986 portul fluvial sudic al râului Moscova, unde se afla cea mai mare piață de mașini din capitală, și s-a specializat în realizarea acțiunilor de extorcare a membrilor clasei sociale a „noilor ruși⁠(d)”. În urma războiului între bande din 1988–1989, alianța cecenă, controlată formal de Musa cel Bătrân, a reușit să forțeze unele dintre principalele organizații criminale rivale să iasă complet din oraș și să-și asume o poziție dominantă în cadrul grupurilor infracționale din capitala Rusiei.
Organizația lui Suleimanov a ajuns să controleze părți importante ale orașului, iar la începutul anilor 1990 a intrat în conflict cu unele grupări ale Mafiei Ruse⁠(d), precum Solnțevskaia⁠(d). Activitatea criminală a grupării consta în infracțiuni violente precum răpirea, furtul, traficul de persoane, spălarea banilor sau contrabanda cu țigări. Suleimanov a fost condamnat în 1990 la patru ani de închisoare, dar a fost eliberat doi ani mai târziu.
În 1993 a plecat cu oamenii săi în Cecenia, unde i s-a alăturat gangsterul violent și carismatic transformat în luptător Ruslan Labazanov⁠(d) (fostul șef al Gărzii Prezidențiale, implicat în traficul ilegal cu armament), și a luat parte la o tentativă de lovitură de stat împotriva generalului separatist Djohar Dudaev, conducătorul mișcării de independență a Ceceniei și președintele autoproclamatei Republici Cecene Icikeria. După ce a fost grav rănit în timpul unei demonstrații din centrul orașului Groznîi, ce s-a transformat într-o ciocnire sângeroasă cu trupele loiale președintelui Dudaev, și a fost arestat de guvernul republicii separatiste, Suleimanov a părăsit Cecenia și s-a întors la Moscova.
„Khoza” ar fi fost ucis, se pare, în decembrie 1994, cu puțin timp înainte de izbucnirea Primului Război Cecen, fiind împușcat la una dintre afacerile sale, stația de service auto nr. 7 din Moscova, de un asasin plătit trimis de Mafia Rusă⁠(d). Locul lui în cadrul organizației a fost preluat de „Aslan” și „Lechi Bărbosul”. Uciderea lui Suleimanov a fost doar una din seria asasinatelor la adresa unor gangsteri de rang înalt care a marcat începutul unor noi răfuieli sângeroase în cadrul mafiei în anii 1995–1996.